# Епархия Кондоа
Епархия Кондоа (лат. Dioecesis Kondoaënsis) — епархия Римско-Католической Церкви с центром в городе Кондоа, Танзания. Епархия Кондоа входит в митрополию Додомы. Кафедральным собором епархии Кондоа является церковь Святого Духа.

## История
12 марта 2011 года Папа Римский Бенедикт XVI издал буллу «Cum ad provehendam», которой учредил епархию Кондоа, выделив её из епархии Додомы. Первоначально епархия Кондоа входила в митрополию Дар-эс-Салама.
6 ноября 2014 года епархия Кондоа вошла в состав церковной провинции Додомы.

## Ординарии
- епископ Bernardine Mfumbusa (12.03.2011 — по настоящее время).

## Источник
- Annuario Pontificio, Libreria Editrice Vaticana, Città del Vaticano, 2011, ISBN 88-209-7422-3
- Булла Cum ad provehendam  (лат.)